# Erik Kruse af Kajbala
Erik Kruse af Kajbala, född 20 mars 1616 på Lundby i Husby-Rekarne socken, död 10 maj 1665 på Ekhov i Björnlunda socken, var en svensk friherre och militär.

## Biografi
Erik Sigvardsson Kruse var son till Sigvard Månsson Kruse af Elghammar (1578-1624) och Ingeborg Ryning. Han föddes på faderns gård Lundby nära Hållsta i dagens Södermanlands län. Utöver Lundby kom han att äga Ekhov i Björnlunda socken, Hagestad samt Haapaniemi i Kisko socken, Finland.
Kruse var student vid Uppsala universitet 1630 och kom i militär tjänst 1638. Han blev överste för Viborgs läns kavalleriregemente 1648 och friherre 1653 (introducerad 1654 under nr 42). Han blev generalmajor av kavalleriet 1655 och ståthållare på Viborgs slott samt landshövding över dess län 1657. Det följde befattningar som generallöjtnant 1659 och guvernör över Bohuslän 1664. Han tog avsked den 30 augusti 1664.  
Kruse gifte sig 1647 med Catharina Horn af Kanckas. Paret fick sex barn, tre flickor och tre pojkar. Kruse erhöll 1653 skattefrihet för gården Ekhov och byggde sig ett säteri vilket ursprungligen kallades Ånhammar. Stället ärvdes av sonen Carl Gustaf Kruse (1651–1732) och var i släkten Kruses ägo fram till 1720. Erik Kruse af Kajbala begravdes i Vadsbro kyrka, Södermanlands län, där hans eget och hans anors vapen uppsattes.